# سوزان بيترز
سوزان بيترز (بالإنجليزية: Susan Peters)‏ (و. 1921 – 1952 م) هي ممثلة، وممثلة مسرحية، وممثلة تلفزيونية، من الولايات المتحدة الأمريكية، ولدت في سبوكين، توفيت في فيساليا، كاليفورنيا، عن عمر يناهز 31 عاماً بسبب ذات الرئة.

## وصلات خارجية
- سوزان بيترز على موقع IMDb (الإنجليزية)
- سوزان بيترز على موقع ألو سيني (الفرنسية)
- سوزان بيترز على موقع تيرنر كلاسيك موفيز (الإنجليزية)
- سوزان بيترز على موقع أول موفي (الإنجليزية)
- سوزان بيترز على موقع قاعدة بيانات الأفلام السويدية (السويدية)
- سوزان بيترز على موقع إن إن دي بي (الإنجليزية)
- سوزان بيترز على موقع قاعدة بيانات الفيلم (الإنجليزية)
- سوزان بيترز على موقع كينوبويسك (الروسية)